# 악셀 슈프링어

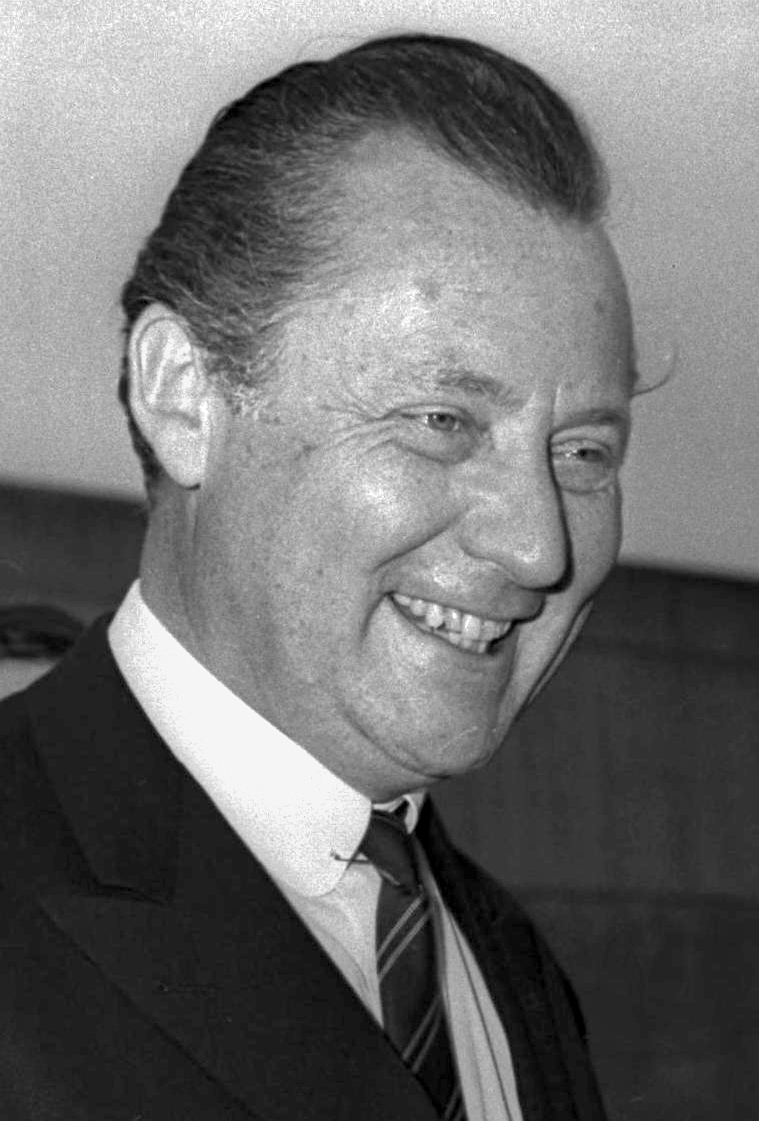
Axel Springer, 1966

악셀 슈프링어(Axel Springer, 1912년 5월 2일 ~ 1985년 9월 22일)는 독일의 저널리스트이자 미디어 기업인 악셀 슈프링어 AG(Axel Springer AG)의 창업자이다.
슈프링어는 1946년 라디오에 관한 잡지 Hörzu를 시작으로 제2차 세계 대전 이후 독일에서 가장 크고 영향력있는 언론인이 되었다. 그가 소유한 언론에는 독일에서 가장 높은 발행부수의 타블로이드 신문 빌트와 보다 권위있는 디 벨트, 그외 다수의 지역신문과 잡지가 있었다. 
슈프링어는 정치적으로 기독교 민주연합과 북대서양 조약 기구, 이스라엘을 지지했다. 강한 반공주의자였던 그는 자신의 기업을 함부르크에서 분단 상태의 서베를린으로 옮기고 베를린 장벽 인근의 20층짜리 사옥에 '베를린은 자유롭게 남을것이다'라는 네온 사인을 설치했다. 그의 신문들은 동서독이 1970년대 관계를 정상화 하고도 독일 민주 공화국의 이름을 괄호안에 표시하며 그 정당성에 의문을 표시했다. 그의 언론사들은 많은 비판과 테러리즘의 대상이 되어서 1972년 함부르크 사무소 폭탄 테러에서는 17명이 부상을 입었다. 
슈프링어는 5번 결혼하고 아들과 딸을 각각 하나씩 보았다. 1985년에 심장마비로 사망했다.
1. ↑  Archives, L. A. Times (1985년 9월 23일). “Axel Springer, Conservative W. German Publisher, Dies” (미국 영어). 2023년 4월 24일에 확인함.